# Sales (São Paulo)
Sales es un municipio brasileño del estado de São Paulo fundado en 1944. Se localiza a una latitud 21°20′28″ sur y a una longitud 49°29'07" oeste, estando a una altitud de 448 metros. Según el censo del IBGE del año 2010, la población era de 5451 habitantes y tenía un área de 308,5 km². Sales pertenece a la mesorregión de São José do Río Preto y a la microrregión de Novo Horizonte.